# Ozark (Missouri)
Ozark is een plaats (city) in de Amerikaanse staat Missouri, en valt bestuurlijk gezien onder (en is de hoofdstad van) Christian County.

## Demografie
Bij de volkstelling in 2000 werd het aantal inwoners vastgesteld op 9665.
In 2006 is het aantal inwoners door het United States Census Bureau geschat op 16.354, een stijging van 6689 (69,2%).

## Geografie
Volgens het United States Census Bureau beslaat de plaats een oppervlakte van
19,6 km², waarvan 19,5 km² land en 0,1 km² water. Ozark ligt op ongeveer 356 m boven zeeniveau.

## Plaatsen in de nabije omgeving
De onderstaande figuur toont nabijgelegen plaatsen in een straal van 20 km rond Ozark.